# Hiério (homem gloriosíssimo)

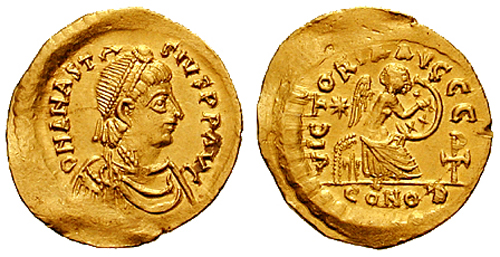
Semisse de r.

Hiério (em latim: Hierius) foi um bizantino do final do século V, ativo durante o reinado do imperador Anastácio I (r. 491–518). Homem gloriosíssimo, nada se sabe sobre sua vida, exceto que possuía quatro filhos chamados Constantino, Antêmio, Caliópio e Alexandre e um neto chamado Hiério, filho de Constantino. Em algum momento nesse período deixou um testamento no qual repartia sua extensa propriedade com seus filhos, bem como concedia propriedade em Coparia para seu neto. Hiério possivelmente pode ser identificado com o prefeito pretoriano do Oriente homônimo ativo pelo período.
De acordo com o testamento, Constantino receberia uma residência em Constantinopla, uma propriedade suburbana em Coparia e uma residência em Antioquia; Antêmio receberia duas propriedades suburbanas nas imediações de Constantinopla, em Blaquerna e no promontório sobre a baia de Sostênio que originalmente pertenceu a Ardabúrio; Caliópio receberia uma propriedade suburbana variadamente chamada Bitário ou Propriedade de Filoteu; e Alexandre receberia a propriedade situada no distrito constantinopolitano de Vênetos (Veneti).